# Sundathelphusa rubra
Sundathelphusa rubra is een krabbensoort uit de familie van de Gecarcinucidae. De wetenschappelijke naam van de soort is voor het eerst geldig gepubliceerd in 1902 door Schenkel.